# 臺中八二三臺海戰役紀念碑
24°11′15″N 120°41′20″E / 24.187538°N 120.689018°E
臺中八二三臺海戰役紀念碑，位在臺灣臺中市北屯區八二三紀念公園，2001年建。

## 歷史

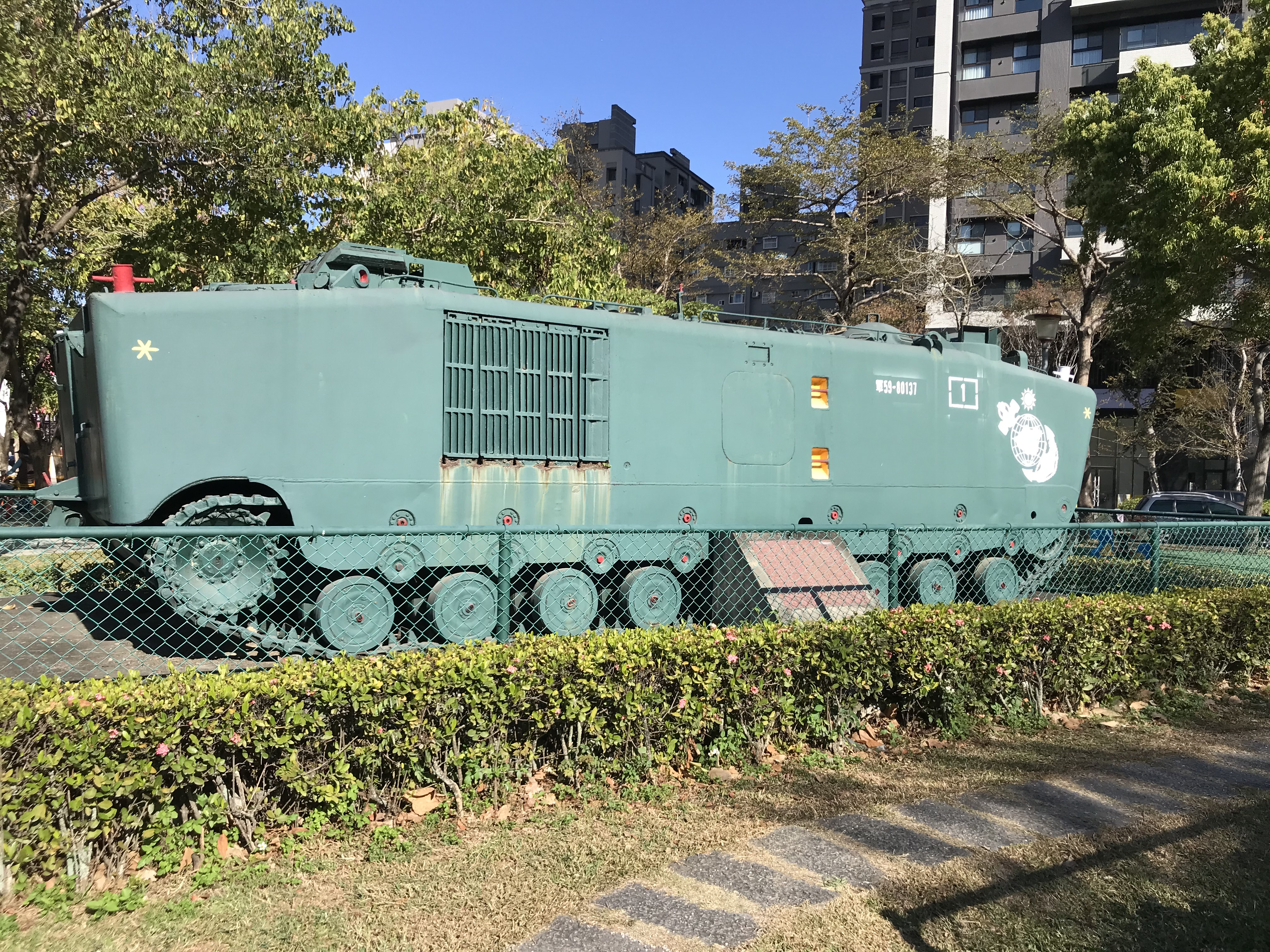
LVT-5運輸車

1994年6月28日，為八二三炮戰建碑奔波的呂芳煙表示中華民國國防部已同意在臺灣興建紀念碑。國防部政治作戰局政五處計畫於八二三砲戰四十周年編列新台幣六千萬元預算，在北、中、南臺灣三地各建一座。
在第一次建碑籌備會時，林柏榕以市長身分答允國防部，將促使第一座八二三紀念碑將設於臺中。8月23日，建碑地點協調會在臺中市府會議室由秘書謝明勳主持時，工務局則提出四個地點供選擇，最後決定設在經國綠園道。但建碑預算遭立法院刪除一半，又加上市府無法出剩下的兩千五百多萬元，因此拖延。建造計畫直到張溫鷹任臺中市長時，爭取到國防部全額補助一千零七十八萬元工程經費，在1999年5月發包。建碑地改到崇德九路與昌平五路口、占地1.2公頃的八二三紀念公園預定地。
八二三紀念碑造型是黃元璋建築師事務所設計，高25.5公尺的碑體有三段透空的砲彈造型，搭配碉堡外形的半圓弧碑亭。為搭配紀念主題，國防部贈與的七五山炮、M24霞飛戰車、M108自走砲、M41輕型坦克、兩棲登陸艇、Mk 12 5吋38倍徑砲等除役武器於2001年3月23日到24日入場布置。10月9日，在張溫鷹、陸軍十軍團司令曾金陵與八二三戰友協會總會長呂芳煙等人共同剪綵下正式揭幕。